# Анализа садржаја
Анализа садржаја је метода за објективну, систематску и квантитативну анализу очигледног садржаја саопштења (штампе, радио-емисија, књига, филмова) али и секвенци невербалног понашања или сликовних прилога). Ова техника подразумева налажење адекватне јединице анализе, затим система категорија анализе, и најзад конструисање уређеног скупа правила кодирања, односно јасно дефинисаних упутстава за разврставања сваке јединице анализе у једну категорију: ко упућује поруку, шта она садржи, коме је упућена и са каквим дејством. Анализа манифестног садржаја саопштења може разоткрити латентне поруке скривене у овим текстовима. На основу анализе садржаја може се закључивати о скривеним намерама, циљевима или идеологији пошиљаоца поруке.